# 심보정
심보정(중국어: 沈葆楨, 1820년 ~ 1879년)은 중국 청나라 말기의 정치인이다. 임칙서의 사위이다.
양무운동의 중요인물이며, 대만 역사에서도 중요한 인물이다. 자는 유단(幼丹) · 한우(翰宇), 시호는 문숙(文肅)이다.
양강총독 겸 남양대신 등을 지냈다. 태자태보(太子太保)에 추증되었다.

## 가계
- 장인 : 임칙서 - 양광총독, 흠차대신
  - 본인 : 심보정 - 양강총독 겸 남양대신
  - 부인 : 임보청 - 임칙서의 딸
    - 아들 : 심유경 - 조운총독(漕運總督), 호남안찰사(湖南按察使), 산서안찰사(山西按察使)

## 생애
청나라 복건 후관(侯官) 사람. 자는 유단(幼丹) 또는 한우(翰宇)다. 임칙서의 사위다. 도광 27년(1847) 진사가 되었다. 어사로 옮겼다. 함풍 연간에 강서성 광신지부(廣信知府)가 되었는데, 성곽을 굳건히 지켜 태평군을 방어했다. 나중에 강서순무에 발탁되었다. 동치 연간에 복건선정대신에 임명되고, 복주선정국 사무를 처리했다. 동치 말년에 일본이 대만을 침략했을 때 흠차대신에 임명되어 해양 방위를 담당했다. 일찍이 기륭매광(基隆煤礦) 개발을 주도했다. 광서 초에 양강총독 겸 남양대신에 올라 근대적 해군을 육성해 남양수군을 확충하는 일을 계획했다. 시호는 문숙(文肅)이다. 저서에 『심문숙공정서(沈文肅公政書)』가 있다.— 심보정 <沈葆貞> (중국역대인명사전, 2010. 1. 20., 임종욱, 김해명)

복건 후관(侯官) 사람으로 자는 유단(幼丹), 한우(翰宇)이다. 청나라 때 대신으로 임칙서의 사위이다. 도광 27년(1847)의 진사 출신으로 벼슬은 서길사(庶吉士), 편수(編修), 감찰어사, 광요구남도도대(廣饒九南道道台) 등을 지냈다.

1861년에 증국번이 그를 안경대영(安慶大營)으로 청해서 중용했다. 그 후에 양강총독, 남양대신을 지냈다. 남양해군을 창설하고 일본의 대만 침략음모를 격퇴했다.— 심보정 <沈葆楨, shěn bǎo zhēn> (중국역대인물 초상화)

## 사후
태자태보(太子太保)에 추증되고 문숙(文肅)이라는 시호가 내려졌다.

## 임보청(林普晴)
심보정의 부인 임보청(林普晴)은 임칙서의 딸로 태평천국의 난이 일어났을 때, 남편을 도와 태평천국군을 진압하는데 큰 공헌을 했다.
임부인(林夫人)은 청나라 복건 후관(侯官) 사람으로 임칙서의 딸이자 심보정의 아내이다. 함풍 6년(1856) 심보정이 광신(廣信)을 지키면서 태평군에 대항했다. 성이 포위되어 위급할 때 그녀가 내서(內署)의 금백(金帛)을 풀어 병사들을 배불리 먹여 사기를 높였다. 또 피를 짜내 편지를 써서 총병(總兵) 요정선(饒廷選)에게 보내 구원을 요청하니, 이로 인해 성의 포위를 풀 수 있었다. 나중에 증국번이 들어가 청나라 조정에 알리니 영향력이 더욱 커졌다.— 임부인 <林夫人> (중국역대인명사전, 2010. 1. 20., 임종욱, 김해명)

## 양무운동

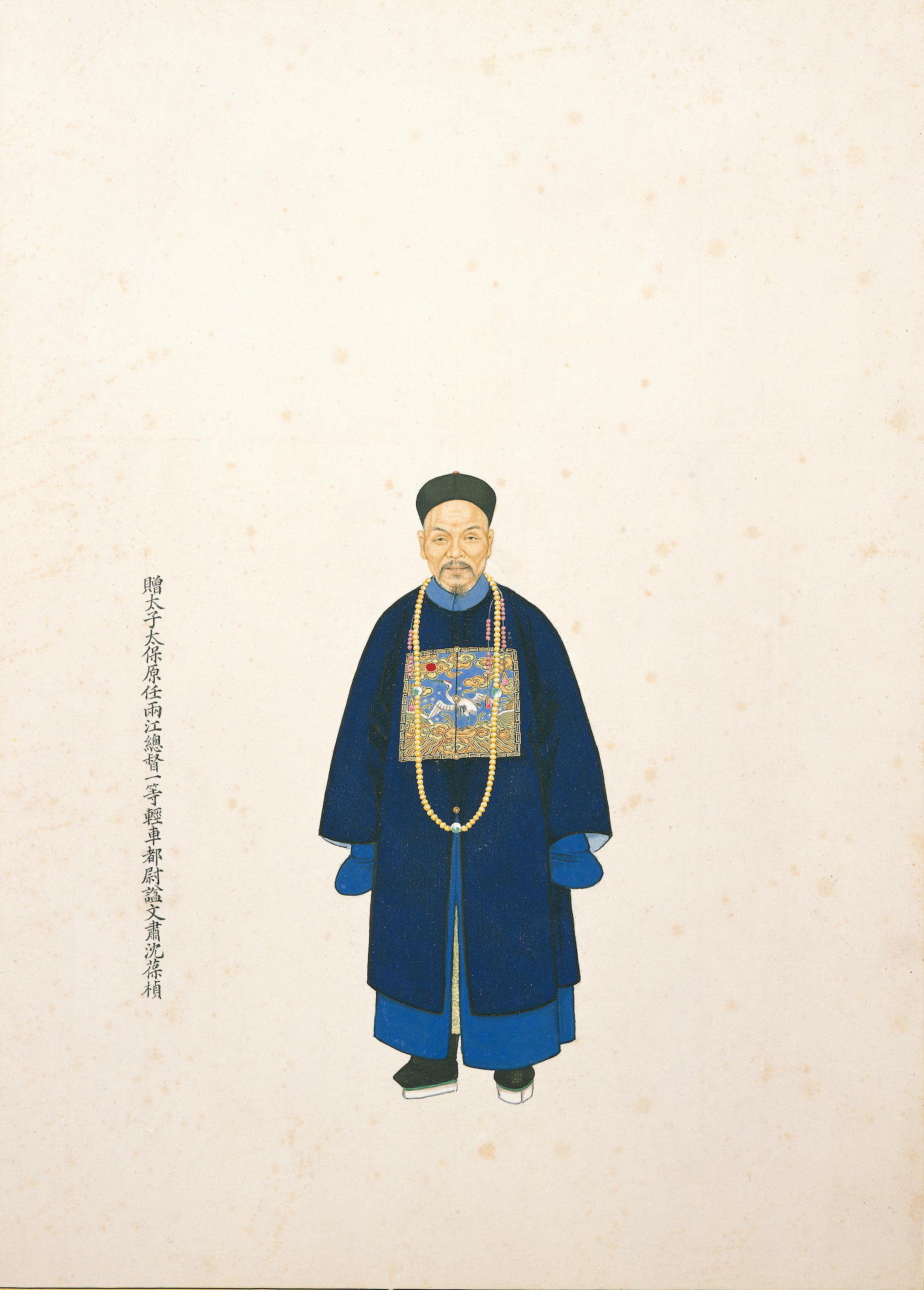
심보정

1866년 좌종당이 푸저우(복주)에 '선정국'(船政局)을 세우자, 심보정은 1867년부터 1875년까지 복건선정대신(福建船政大臣)을 지내고, 1875년에는 양강총독(兩江總督) 겸 남양대신(南洋大臣)에 올라 남양해군(南洋海軍)을 창설하고 근대적 해군을 육성하려고 계획하였다.

## 모란사 사건
1874년 청과 일본 양국에 조공을 바치고 있던 류큐국의 표류민 54명을 타이완 토착민들이 살해한 것을 계기로 일본이 대만을 침략한 사건이다. 청나라 조정은 선정대신(船政大臣) 심보정을 흠차대신 겸 총리각국사무아문대신으로 삼아 살해된 류큐 사람들에 대한 보상금과 타이완 점령지에 일본군이 설치한 시설물 대가를 지불하기로 일본과 협상했다. 이 협상으로 대만을 일본으로부터 해방시킬 수 있었으나, 류큐에 대한 기존 청나라의 종주권을 부인하고, 류큐국을 일본의 속국으로 인정한 결과를 가져다 주었다.

## 참고 자료
- 《중국역대인물사전》
- 《중국역대인물 초상화》